# 全日本博物館学会
全日本博物館学会（ぜんにほんはくぶつかんがっかい、英名 The Museological Society of Japan）は、博物館学を振興し、博物館に関する研究進歩発展と研究成果の利用普及を目的とする、博物館を対象とする日本で最初にして最大の学会。より多様化・複雑化する博物館を取り巻く課題に取り組んでいる。
事務局を、國學院大學文学部博物館学研究室内に置いている。

## 概要
全日本博物館学会は、1971年（昭和46年）に横須賀で開催された日本博物館協会の第19回全国博物館大会において学会設立に関する緊急動議が出されたのを機に、1973年（昭和48年）8月18日に國學院大學で開催された学会設立大会において出発した。このとき初代会長には、当時、國學院大學文学部教授であった樋口清之が選出された。
歴代会長には、樋口清之、岩崎友吉、樋口清之、野村東太、加藤有次、野村東太、鷹野光行、矢島國雄と続いた。現在の会長は、布谷知夫。
事務局の所在は、國學院大學、横浜国立大学、國學院大學、お茶の水女子大学、明治大学、三重県総合博物館と続き、現在は再び國學院大學に置かれている。

## 事業
機関誌その他刊行物の発行、大会・研究会・講演会・見学会等の開催、日本国内外の関連学会等との連絡など。

## 入会資格
入会資格、審査等は無くオープン。

## 刊行物
- 『博物館学雑誌』
- 『学会ニュース』